# Luigi Antonio Cantafora
Luigi Antonio Cantafora (Scandale, 10 de abril de 1943 – Crotone, 19 de julho de 2025) foi um ministro católico romano italiano e bispo emérito de Lamezia Terme.
Luigi Antonio Cantafora recebeu o Sacramento da Ordem em 19 de julho de 1969 do Bispo de Crotone, Pietro Raimondi.
Em 24 de janeiro de 2004, o Papa João Paulo II o nomeou Bispo de Lamezia Terme. O núncio apostólico na Itália, Dom Paolo Romeo, o consagrou bispo em 25 de março do mesmo ano; Os co-consagradores foram o Arcebispo de Crotone-Santa Severina, Andrea Mugione, e o Bispo Emérito de Lamezia Terme, Vincenzo Rimedio. A posse ocorreu em 2 de abril de 2004.
O Papa Francisco aceitou sua aposentadoria em 3 de maio de 2019.

## Morte
Cantafora morreu em 19 de julho de 2025, em Crotone, Calábria, aos 82 anos.